# Pape Malick Diop
Pape Malick Diop (Cherif-Lô, 29 de desembre, 1974) és un exfutbolista senegalès.
Defensà els colors de clubs com Racing Strasbourg (França), Neuchâtel Xamax (Suïssa) i FC Lorient (França). Fou internacional amb Senegal i disputà la Copa del Món de 2002. També disputà les Copes d'Àfrica dels anys 2000 i 2004.